# Chiara (film, 2022)
Pour les articles homonymes, voir Chiara.
Pour plus de détails, voir Fiche technique et Distribution.
Chiara est un film italien réalisé par Susanna Nicchiarelli et sorti en 2022.
Le film a pour sujet la vie de Claire d'Assise.

## Fiche technique
Sauf indication contraire, les informations mentionnées dans cette section peuvent être confirmées par la base de données cinématographiques IMDb,  présente dans la section « Liens externes ».
- Titre français : Chiara
- Réalisation et scénario : Susanna Nicchiarelli
- Direction artistique : Silvia Colafranceschi
- Décors : Laura Casalini
- Costumes : Massimo Cantini Parrini
- Photographie : Crystel Fournier
- Montage : Stefano Cravero
- Pays d'origine : Italie
- Format : Couleurs
- Genre : biographie, historique
- Durée : 106 minutes
- Date de sortie :
  - Italie : septembre 2022 (Mostra de Venise 2022)

## Distribution
- Margherita Mazzucco : Claire d'Assise
- Luigi Lo Cascio : cardinal Ugolini puis pape Grégoire IX
- Andrea Carpenzano : François d'Assise
- Paolo Briguglia : Leone
- Carlotta Natoli : Cristiana
- Andrea Bruschi : pape Innocent III

## Distinction

### Sélection
- Mostra de Venise 2022 : sélection officielle